# Dodge Spirit
Dodge Spirit – samochód osobowy klasy średniej produkowany pod amerykańską marką Dodge w latach 1989–1994.

## Historia i opis modelu

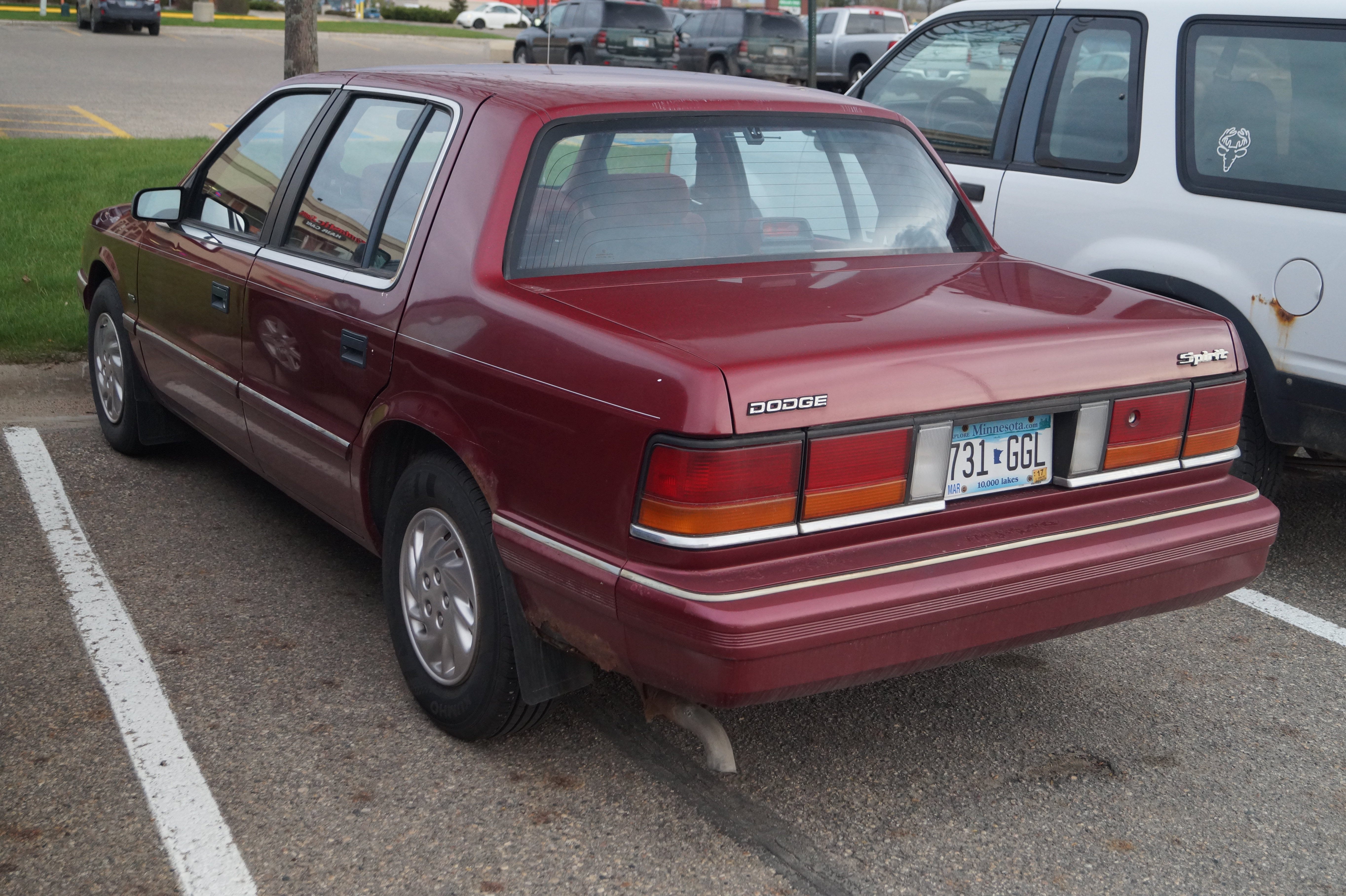
Dodge Spirit - tył

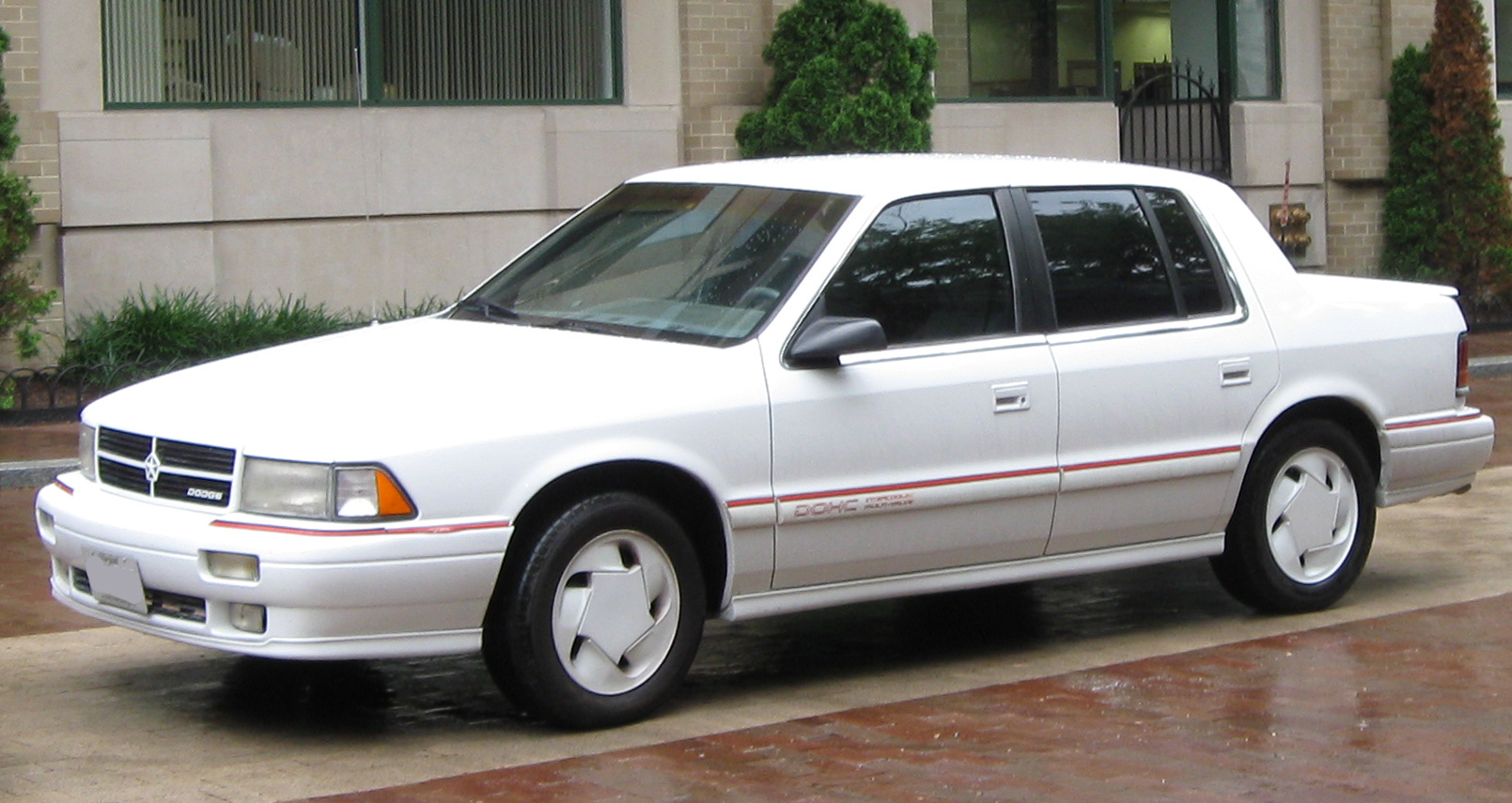
Dodge Spirit R/T

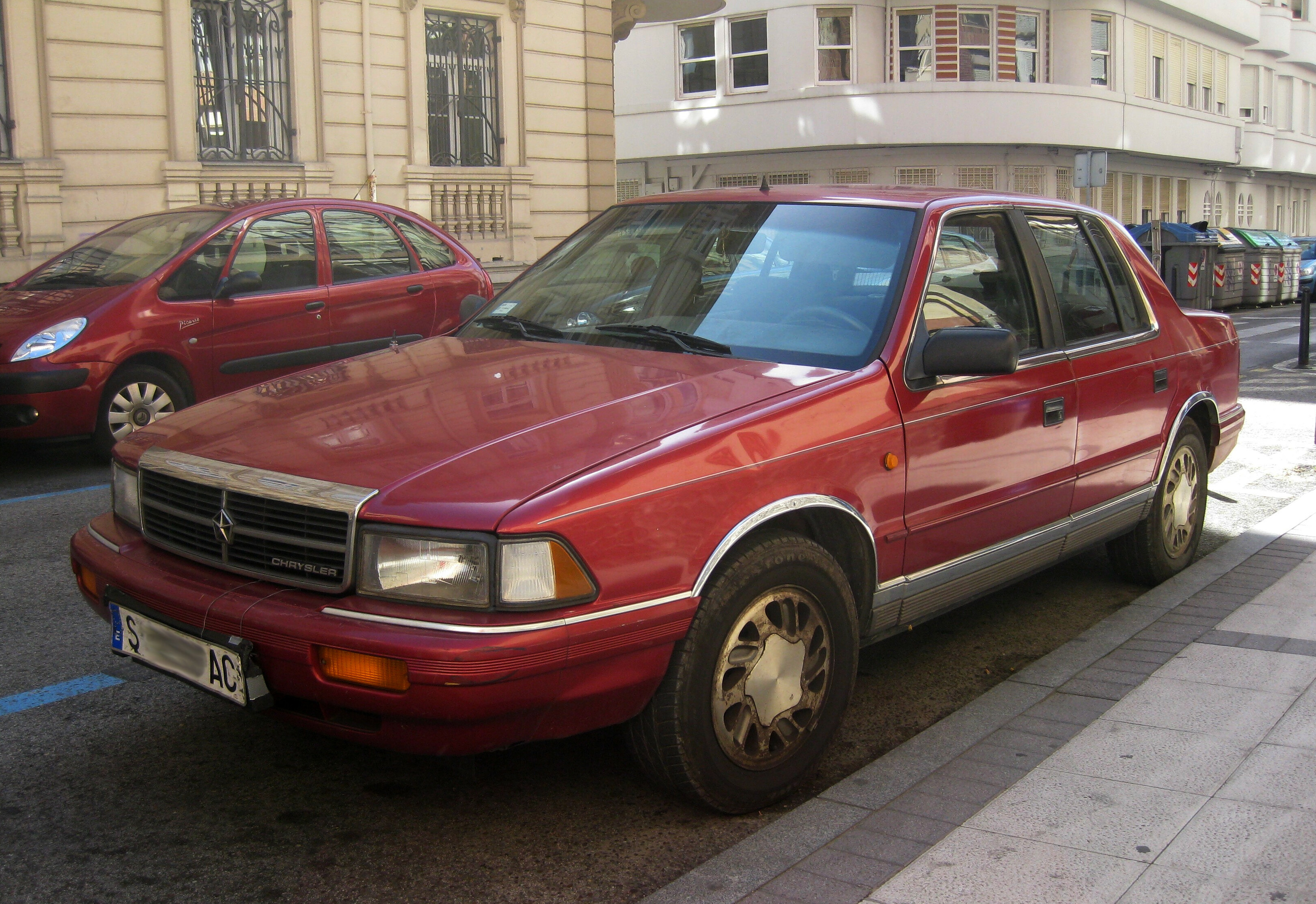
europejski Chrysler Saratoga

Dostępny jako 4-drzwiowy sedan. Następca modeli: 600, Aries i Lancer. Do napędu używano silników R4 Chryslera serii K, oraz jednostki Mitsubishi w układzie V6, w tym jednostek turbodoładowanych. Moc przenoszona była tylko na oś przednią poprzez 3 lub 4 biegowe automatyczne skrzynie, bądź 5-biegowe manualne skrzynie biegów. Występował tylko w 4-drzwiowym nadwoziu sedan. Wersja wyprodukowana w 1994 roku była dostępna jako ostatni rok modelowy 1995. Został zastąpiony przez model Stratus.

### Europa
Dodge Spirit był importowany także do salonów sprzedaży w wybranych krajach Europy Zachodniej takich jak Hiszpania czy Francja pod nazwą Chrysler Saratoga. Samochód przeszedł na lokalne potrzeby nieznaczne modyfikacje wizualne – oferowany był z przemodelowanymi zderzakami, tablicą rejestracyjną umiejscowioną między zwężonymi tylnymi lampami i mniej luksusowym wyposażeniem.

### Wersje wyposażeniowe
- Base
- LE
- ES
- R/T

### Silniki
Podstawowym silnikiem modelów Spirita LE była jednostka 2,5 L TBI - 4-cylindrowy silnik produkował 74 kW (105 KM). Opcjonalnie we wszystkich modelach Spirit z wyjątkiem ES oferowano 105 kW (143 KM), w 3,0 l V6 wyprodukowanej przez Mitsubishi. Dostępna również od 1989 do 1992 w wyposażeniu standardowego Spirita ES turbodoładowana wersja 2,5 l silnika o mocy 112 kW (152 KM). W roku 1993, 1994 i ostatnim modelowym 1995, dostępna była wersja Spirita wyposażona w wielopunktowy wtrysk paliwa, wytwarzała ona 80 kW (109 KM)- dzięki specjalnie zmodyfikowanemu wielopunktowego wtryskowi paliwa, wersja silnika 2,5 l przystosowana była do pracy na paliwie zawierającym do 85% metanolu. Specjalna wersja modelu R/T wyprodukowana we współpracy z angielskim Lotusem zaprezentowana w 1991 roku, dysponowała mocnym 2,2-litrowym silnikiem DOHC turbo III z głowicą zaprojektowaną i wykonaną specjalnie przez Lotusa. Dodge skorzystał z bogatego doświadczenia renomowanej firmy, która miała udział w opracowywaniu takich szybkich modelów jak Chevrolet Corvette ZR-1 C4 czy Lotus Omega. Silnik ten wytwarzał 167 kW (227 KM) i rozwijał 294 Nm momentu obrotowego, stając się jednocześnie najmocniejszym i najszybszym autem typu sedan oferowanym w 1991 roku w Stanach Zjednoczonych, a także jednym z najszybszych aut oferowanych tylko jako przednionapędowe.

### Spirit R/T
W 1991 roku Chrysler wprowadził Spirita R/T, wyposażony w zmodyfikowany silnik Chryslera serii K, w tej sportowej wersji oferował 2,2 l z 16-zaworowej głowicy DOHC zaprojektowanej przez Lotusa, który wygrał konkurs na projekt przebijając firmę Maserati i Hansa Hermanna, które chciały zastosować silniki V6 i V8. Na początku lat 90 w wyniku kryzysu potrzebny był mniejszy, aczkolwiek mocny silnik o konfiguracji 4-cylindrowej.
Lotus uzyskał ponad 20 KM więcej niż konkurencyjne marki, z mniejszej pojemności skokowej, mniejszej liczby cylindrów, a także zadowalając się niższym zużyciem paliwa niż konkurencyjne projekty, które oferowały ok. 200 KM. Jednostka oferowana przez Lotusa posiadała turbosprężarkę firmy Garrett AiResearch, silnik Turbo III produkował 167 kW (227 KM) przy 6000 obr. na minutę i 294 Nm przy 2800 tys. obr. na minutę. R/T posiadał swój unikalny wystrój wnętrza i wykończenia zewnętrznego, oferowany tylko w tym modelu. Silnik 2.2 Turbo Turbo III był trzecią konstrukcją z turbosprężarka jaką wyprodukowała firma Chrysler Corporation.
Inżynierowie Mopar pracowali z Lotusem przy tworzeniu tego silnika, który zawierał głowice zaprojektowane przez Lotusa, był to pierwszy czterozaworowy silnik jaki Chrysler kiedykolwiek zbudował, i wyróżniał się także wałkami wyrównoważającymi, podwójnymi krzywkami napowietrznymi, oraz intercoolerem sprzężonym z turbosprężarką Garreta. Dostępna była tylko jedna skrzynia biegów, stworzona specjalnie dla tego silnika. Za przełożenia odpowiedzialna była skrzynia manualna firmy Getrag model - A568, nowa 5-biegowa manualna skrzynia biegów została zaprojektowana przez nowy wydział Chryslera. Skrzynię do sportowego R/T dostarczał niemiecki Getrag. Skrzynia manualna była jedynym możliwym wyborem.
Wzmocnione hamulce tarczowe wentylowane na wszystkich czterech kołach były standardowym wyposażeniem, z opcjonalnymi hamulcami ABS. Inne cechy wyróżniające modelu R/T nad innymi Shadowami to 15-calowe felgi aluminiowe z akcentami w kolorze nadwozia (malowane były środki felg), bardziej agresywne zderzaki i obudowy boczne, mały tylny spojler na klapie, sportowe dostrojone zawieszenie oraz kubełkowe fotele sportowe. W pierwszym roku samochody były oferowane wyłącznie w kolorze czerwonym lub białym. Rok później (1992) wprowadzono do palety trzeci kolor - srebrny. Standardowym wyposażeniem i wyróżnikiem były zastosowane opony - 15-calowe firmy Pirelli model P700 o rozmiarze 205/60R15 na wszystkich kołach. Model R/T miał inwidualne felgi zwane też przez użytkowników tego modelu jako (Snowflakes - Śnieżynki)
W latach swojej produkcji, model R/T był reklamowany jako („Fastest sedan Made in Americana” Najszybszy sedan Wyprodukowany w Ameryce), a także jeden z najszybszych sedanów poniżej 40.000 dolarów, Chrysler umieszczał w swoich broszurkach reklamowych model R/T jako wydajniejszy i znacznie szybszy niż BMW M5. Według testów czasopism Car and Driver możliwe było uzyskanie przyśpieszenia do 100 km/h w czasie 5,8 sekundy, co czyniło go jednym z najszybszych samochodów przednio napędowych jakie kiedykolwiek oferowane były na rynku amerykańskim. Został on wybrany przez magazyn Motor Trend jako „Rodzimy Sportowy Sedan Roku”, pokonując Forda Taurusa SHO w latach 1991 i 1992. Przyśpieszenia modelu R/T do dziś są tematem gorących rozmów wśród ekspertów motoryzacyjnych, fanów jak i krytyków tego modelu. 
Auta z roku modelowego 1991, posiadały niezwykle długi pierwszy bieg, dzięki któremu można było (przy dobrym starcie) rozwinąć ponad 70 km/h nie przełączając biegu. Europejskie dane techniczne sugerują przyśpieszenie na poziomie 6,4 sekundy do 100 km/h dla 1991 i 6.7 sekundy dla modelu z roku 1992. Przyśpieszenie do 100 km/h uzależnione było przede wszystkim od dobrego startu, a ponieważ auto charakteryzowało się niezwykle dużą turbodziurą i w przedziale 2800-3500 tys. obrotów silnik otwierał skrzydła, ciężko było o zapanowanie na autem, przez zbyt wąskie przednie opony. Auto charakteryzowało się typowym zachowaniem auta o dużej mocy i przenoszeniu napędu tylko na przednią oś. Przy maksymalnym przyśpieszaniu koła zawsze traciły swoją przyczepność.
Wszystkie R/T powstawały w Meksyku. Łącznie 1208 zostało sprzedanych w USA w 1991 r. - 774, w kolorze czerwonym i 434 w kolorze białym. Dodatkowe 191 sztuk zostało sprzedanych w USA w roku 1992 – 92 sztuki w kolorze czerwonym, 68 białych i 31 srebrnych. Jedyną poważna i dostrzegalną zmianą na rok modelowy 1992 były niższe pierwsze przełożenie skrzyni biegów, dzięki temu zmniejszyła się turbodziura i samochód był nieco wolniejszy do 100 km/h, we wnętrzu standardowym wyposażeniem, jakie było można znaleźć była całkowicie zautomatyzowana klimatyzacja, welurowe sportowe siedzenia. Opcjonalnie oferowany był zestaw Hi-Fi renomowanej amerykańskiej firmy Infinity, który znacznie poprawiał jakość dźwięku. W roku modelowym 1992 były także zmiany poprzez zaciemnienie górnej i dolnej kraty, przezroczyste, a nie bursztynowe kierunkowskazy i prędkościomierz skalibrowany do 150 mil na godzinę (240 km/h), a nie jak w roku 1991 do 192 km/h (120 mph). Łącznie wyprodukowano 1399 egzemplarzy, co czyni ten samochód jednym z najrzadszych modeli firmy.

### Specyfikacja
| Marka / Model / Wersja      | Dodge Spirit Base Sedan 2.5 Dodge Spirit Base Sedan 2.5 Aut.                     | Dodge Spirit LE 2.5 Turbo I Dodge Spirit LE 2.5 Turbo I Aut.                             | Dodge Spirit ES 3.0 Aut.                                                                          | Dodge Spirit R/T 2.2 Turbo III                                                                                              |
| Produkcja                   | 1989-1995 (modele Base)                                                          | 1989-1991 (modele LE)                                                                    | 1989-1993 (modele ES)                                                                             | 1991-1992 (model R/T) |
| Silnik                      | Chrysler K - 4-cylindrowy rzędowy, 2 zawory na cylinder (8 zaworów) OHC          | Chrysler K - 4-cylindrowy rzędowy, turbodoładowany, 2 zawory na cylinder (8 zaworów) OHC | Mitsubishi Cyclone-Series 6G72 - 6-cylindrowy w układzie V, 2 zawory na cylinder (12 zaworów) OHC | Chrysler K Turbo III / Lotus - 4-cylindrowy rzędowy, turbodoładowany (Garrett TB03), 4 zawory na cylinder (16 zaworów) DOHC |
| Skrzynia biegów             | 3-biegowa automatyczna Chrysler Ultradrive A413 5-biegowa manualna Chrysler A523 | 3-biegowa automatyczna Chrysler TorqueFlite A670 5-biegowa manualna Chrysler A523        | 4-biegowa automatyczna Chrysler Ultradrive A604                                                   | 5-biegowa manualna Chrysler A568                                                                                            |
| Umiejscowienie              | Poprzecznie, silnik z przodu, przedni napęd                                      | Poprzecznie, silnik z przodu, przedni napęd                                              | Poprzecznie, silnik z przodu, przedni napęd                                                       | Poprzecznie, silnik z przodu, przedni napęd                                                                                 |
| Stopień sprężania           | 8,8 : 1                                                                          | 8,1 : 1                                                                                  | 8,9 : 1                                                                                           | 8,5 : 1 |
| Pojemność skokowa           | 2501 cm3                                                                         | 2501 cm3                                                                                 | 2976 cm3                                                                                          | 2213 cm3 |
| Pojemność skokowa           | 87,5 x 104,00 mm                                                                 | 87,5 x 92,00 mm                                                                          | 91,1 × 76,00 mm                                                                                   | 87,5 x 92,00 mm |
| Moc maksymalna              | 74 kW (101 KM) @ 4800 rpm                                                        | 112 kW (152 KM) @ 4800 rpm                                                               | 105 kW (143 KM) @ 5000 rpm                                                                        | 167 kW (227 KM) @ 6000 rpm                                                                                                  |
| Maksymalny moment obrotowy  | (183 Nm) @ 2800 rpm                                                              | (244 Nm) @ 2000 rpm                                                                      | (232 Nm) @ 2800 rpm                                                                               | (294 Nm) @ 2800 rpm |
| Prędkość maksymalna         | 171 km/h (man.) 169 km/h (aut.)                                                  | 194 km/h (man.) 198 km/h (aut.)                                                          | 186 km/h (aut.)                                                                                   | 230 km/h (man.) |
| Przyspieszenie (0–100 km/h) | 12,4 s (man.) 13,9 s (aut.)                                                      | 8,9 s (man.) 10,1 s (aut.)                                                               | 10,8 s (aut.)                                                                                     | 6,4 s (man.) |
| Przyspieszenie (0–160 km/h) | 48,8 s (man.) 68,1 s (aut.)                                                      | 24,7 s (man.) 31,3 s (aut.)                                                              | 33,8 s (aut.)                                                                                     | 16,9 s (man.) |
| Pojemność zbiornika paliwa  | 61 litrów                                                                        | 61 litrów                                                                                | 61 litrów                                                                                         | 61 litrów |
| Pojemność bagażnika         | 408 litrów                                                                       | 408 litrów                                                                               | 408 litrów                                                                                        | 408 litrów |
| Felgi / Opony               | 195/70 R14                                                                       | 195/70 R14                                                                               | 195/70 R14                                                                                        | 205/60 R15 |
| Nadwozie                    | Przestrzenna rama rurowa, napęd na przednią oś                                   | Przestrzenna rama rurowa, napęd na przednią oś                                           | Przestrzenna rama rurowa, napęd na przednią oś                                                    | Przestrzenna rama rurowa, napęd na przednią oś                                                                              |
| Budowa i materiały          | Stalowa-Karoseria, 4-drzwiowy sedan                                              | Stalowa-Karoseria, 4-drzwiowy sedan                                                      | Stalowa-Karoseria, 4-drzwiowy sedan                                                               | Stalowa-Karoseria, 4-drzwiowy sedan                                                                                         |
| Masa własna                 | 1253 kg                                                                          | 1316 kg                                                                                  | 1399 kg                                                                                           | 1388 kg |
| Rozstaw osi                 | 2624 mm (1989-1990) 2629 mm (1991-1995)                                          | 2624 mm (1989-1990) 2629 mm (1991-1995)                                                  | 2624 mm (1989-1990) 2629 mm (1991-1995)                                                           | 2629 mm |
| Długość/Szerokość/Wysokość  | 4602 / 1709 / 1359 mm (1989-1990) 4602 / 1730 / 1359 mm (1991-1995)              | 4602 / 1709 / 1359 mm (1989-1990) 4602 / 1730 / 1359 mm (1991-1995)                      | 4602 / 1709 / 1359 mm (1989-1990) 4602 / 1730 / 1359 mm (1991-1995)                               | 4602 / 1730 / 1359 mm |